# La Maison de l'épouvante (film, 1939)
Pour les articles homonymes, voir La Maison de l'épouvante.
Pour plus de détails, voir Fiche technique et Distribution.
La Maison de l'épouvante (titre original : The House of Fear) est un film américain en noir et blanc réalisé par Joe May, sorti en 1939.
Il s'agit du remake du Dernier Avertissement (1929).

## Synopsis
Après qu'un comédien ait été tué en pleine représentation, le théâtre est fermé. Un an plus tard, un jeune producteur reconstitue le casting et rouvre le théâtre, avec l'intention de mettre en scène la même pièce qui a été jouée la nuit du meurtre.

## Fiche technique
- Titre français : La Maison de l'épouvante
- Titre original : The House of Fear
- Réalisateur : Joe May
- Scénario : Peter Milne, d’après un roman de Wadsworth Camp et la pièce de Thomas F. Fallon (1922)
- Producteur : Edmund Grainger
- Société de production : Crime Club Productions, Inc
- Société de distribution : Universal Pictures
- Montage : Frank Gross
- Photographie : Milton Krasner
- Direction artistique : Jack Otterson
- Décors : Paul Leni
- Costumes : Vera West
- Format : noir et blanc - 1.37:1 - son : Mono (Western Electric Mirrophonic Recording)
- Pays de production : États-Unis
- Langue : anglais
- Genre : Policier, drame et thriller
- Durée : 89 min
- Dates de sortie :
  - États-Unis : 30 juin 1939
  - France : 4 avril 1941

## Distribution
- William Gargan : Arthur McHugh
- Irene Hervey : Alice Tabor
- Dorothy Arnold : Gloria DeVere
- Alan Dinehart : Joseph Morton
- Harvey Stephens : Richard Pierce
- Walter Woolf King : Carleton
- Robert Coote : Robert Morton
- El Brendel : Jeff
- Tom Dugan : Mike
- Jan Duggan : Sarah Henderson
- Donald Douglas : John Woodford
- Emory Parnell